# Теорема Акідзукі — Хопкінса — Левицького
У абстрактній алгебрі теоремою Акідзукі — Хопкінса — Левицького (також теоремою Хопкінса — Левицького) називають декілька пов'язаних результатів про властивості нетерівських і артінових кілець і модулів. Теореми є справедливими для загальних (не обов'язково комутативних) кілець з одиницею.
Теореми названі на честь Чарльза Хопкінса і Якова Левицького, які довели їх у 1939 році і Ясуо Акідзукі, який одержав цей результат у 1935 році для комутативних кілець

## Твердження
Кільце R з одиницею називається напівпримарним, якщо його радикал Джекобсона J є нільпотентним ідеалом і фактор-кільце R/J є напівпростим.
Теоремою Акідзукі — Хопкінса — Левицького називають два пов'язані твердження:
Теорема 1 Для напівпримарного кільця R з одиницею і його правого модуля M такі твердження є еквівалентними:
- M є модулем Артіна;
- M є модулем Нетер;
- Для модуля M існує скінченний композиційний ряд.

Теорема 2 Для кільця R з одиницею такі твердження є еквівалентними:
- R є кільцем Артіна;
- R є напівпримарним кільцем Нетер.

## Доведення

### Теорема 1
Якщо для модуля M існує скінченний композиційний ряд то довжина цього ряду є рівною довжині модуля M, тобто максимуму із довжин усіх строго спадних чи зростаючих послідовностей підмодулів M. Зокрема у M не може бути нескінченної строго спадної чи строго зростаючої послідовності підмодулів і M є модулем Нетер і модулем Артіна.
Нехай J — радикал Джекобсона кільця R і {\displaystyle F_{i}=J^{i-1}M/J^{i}M}. R-модуль {\displaystyle F_{i}} можна розглядати як {\displaystyle R/J}-модуль і тоді {\displaystyle F_{i}} є напівпростим {\displaystyle R/J}-модулем, оскільки {\displaystyle R/J} є напівпростим кільцем, а кожен модуль над напівпростим кільцем є напівпростим. Також оскільки J є нільпотентним ідеалом, лише скінченна кількість із {\displaystyle F_{i}} є ненульовими модулями. Оскільки {\displaystyle F_{i}} є напівпростим, то він є прямою сумою простих {\displaystyle R/J}. Якщо модуль M є артиновим або нетеровим, то ця пряма сума є скінченною і для {\displaystyle F_{i}} існує скінченний композиційний ряд.  Об'єднуючи композиційні ряди для {\displaystyle F_{i}} одержується композиційний ряд для M.

### Теорема 2
З теореми 1 відразу випливає, що якщо R є напівпримарним кільцем Нетер, то воно є і кільцем Артіна. Залишається довести, що якщо R є кільцем Артіна, то воно є напівпримарним. Тоді з попередньої теореми випливатиме, що воно є нетеровим.
Нехай R є кільцем Артіна. Потрібно довести, що його радикал Джекобсона J є нільпотентним і кільце R/J є напівпростим. 
Розглянемо послідовність степенів радикала {\displaystyle J^{n}.} Оскільки R є кільцем Артіна ця послідовність стабілізується. Нехай всі її члени починаючи з деякого номера є рівними X. Очевидно X2 = X. Припустимо {\displaystyle X\neq 0.} Нехай Y — мінімальний елемент множини правих ідеалів {\displaystyle Z\subset X} для яких {\displaystyle ZX\neq 0.} Очевидно {\displaystyle yX\neq 0} для якогось елемента {\displaystyle y\in Y} і {\displaystyle (yX)X=yX^{2}=yX\neq 0,} звідки {\displaystyle yX=Y.} Зокрема існує {\displaystyle x\in X\subset J} для якого {\displaystyle yx=y} або {\displaystyle y(x-1)=0.} Оскільки x є елементом радикала Джекобсона, то 1 - x є оборотним елементом, тож y = 0. Оскільки це не є можливим, то {\displaystyle X=0,} тобто  J є нільпотентним ідеалом.
Позначимо тепер A = R/J. Радикал Джекобсона кільця A є рівним нулю, тож перетин всіх правих максимальних ідеалів кільця A є рівним нулю. Оскільки кільце A є артиновим, то можна вибрати скінченну кількість максимальних ідеалів {\displaystyle M_{1},\ldots ,M_{n}} для яких {\displaystyle M_{1}\cap \ldots \cap M_{n}=\{0\}.} Позначимо {\displaystyle \psi _{i}} проєкцію кільця A у фактор-кільце {\displaystyle A/M_{i}} (яке є простим A-модулем). Тоді {\displaystyle \psi (a)=(\psi _{1}(a),\ldots ,\psi _{n}(a))} є мономорфізмом із A у напівпростий модуль {\displaystyle \oplus _{i=1}^{n}A/M_{i}.} Тож A є підмодулем напівпростого модуля і тому теж є напівпростим модулем, тобто напівпростим кільцем.